# هربرت هاين
هربرت هاين (بالألمانية: Herbert Hein)‏ (27 مارس 1954 بألمانيا - ) هو لاعب كرة قدم ألماني في مركز الدفاع. لعب مع بوروسيا دورتموند ونادي كولن وتنس بوروسيا برلين.

## وصلات خارجية
- هربرت هاين على موقع قاعدة بيانات كرة القدم.إي يو (الإنجليزية)
- هربرت هاين على موقع بيانات كرة القدم. دي إي (الألمانية)